# Hyporhagus opaculus vandykei
Hyporhagus opaculus vandykei es una subespecie de coleóptero de la familia Monommatidae.

## Distribución geográfica
Habita en California (Estados Unidos).